# Tourisme en Italie

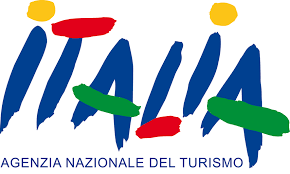
Logo de Italia.it, le site touristique national

Le tourisme en Italie est une activité importante pour l'économie du pays. Il représente un haut revenu pour l'économie italienne ce qui lui permet de développer certains secteurs de l'économie comme les transports, les infrastructures, le commerce, les services et l'artisanat.
Avec 65 millions d'arrivées internationales en 2018 selon l'ISTAT, l'Italie est le troisième pays plus touristique d'Europe derrière la France et l'Espagne et troisième au monde en termes de séjours hôteliers, avec 221 millions de nuits, derrière les États-Unis (345) et l'Espagne (299) et avant la Chine (196) et le Royaume-Uni (161).

## Typologie
Attachée à l'Afrique par la mer et soudée à l'Europe par la plaine du Pô et les Alpes, l'Italie a une situation géographique favorable au tourisme. L’Italie plaît par ses paysages variés. Elle attire un tourisme balnéaire grâce à sa localisation en plein cœur de la Méditerranée, entourée de quatre mers : Adriatique, Tyrrhénienne, Ionienne et  Méditerranée. L'Italie connaît des étés très chaud et secs et des hivers froids et humides, et plutôt doux dans le Sud. La Sicile et la Sardaigne séduisent les touristes grâce à leur climat méditerranéen et leurs paysages attractifs. Les localités balnéaires en Ligurie, Toscane, Campanie, Calabre et Basilicate connaissent un fort développement touristique. Mais en conséquence, cela engendre une forte régression dans l'agriculture.
L'Italie est composée de deux chaînes de montagnes principales :  au nord les Alpes et dans la région centrale les Apennins, qui rendent difficile la construction d’axes de communication. Il a donc fallu beaucoup de temps pour mettre en place des infrastructures, comme des autoroutes, des lignes ferroviaires ou des tunnels tels que les tunnels du Fréjus et le tunnel du Mont-Blanc qui permettent de relier la France à l’Italie et le tunnel du Grand-Saint-Bernard à la Suisse, pour faciliter la venue de touristes. Mais aujourd’hui encore, la communication dans les Apennins reste difficile.

## Chiffres-clés

Venise, considéré une des plus belles villes du monde

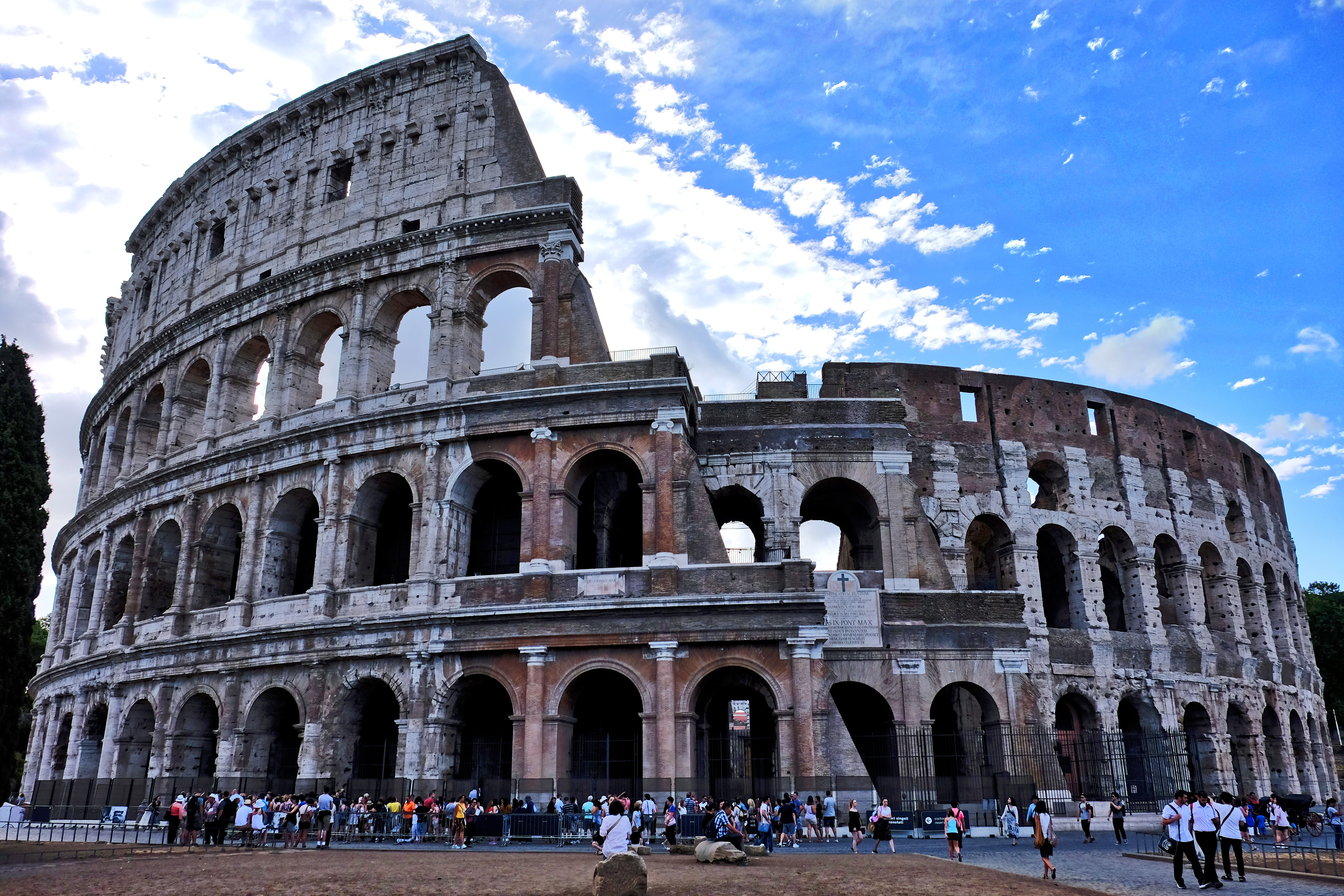
Le Colisée

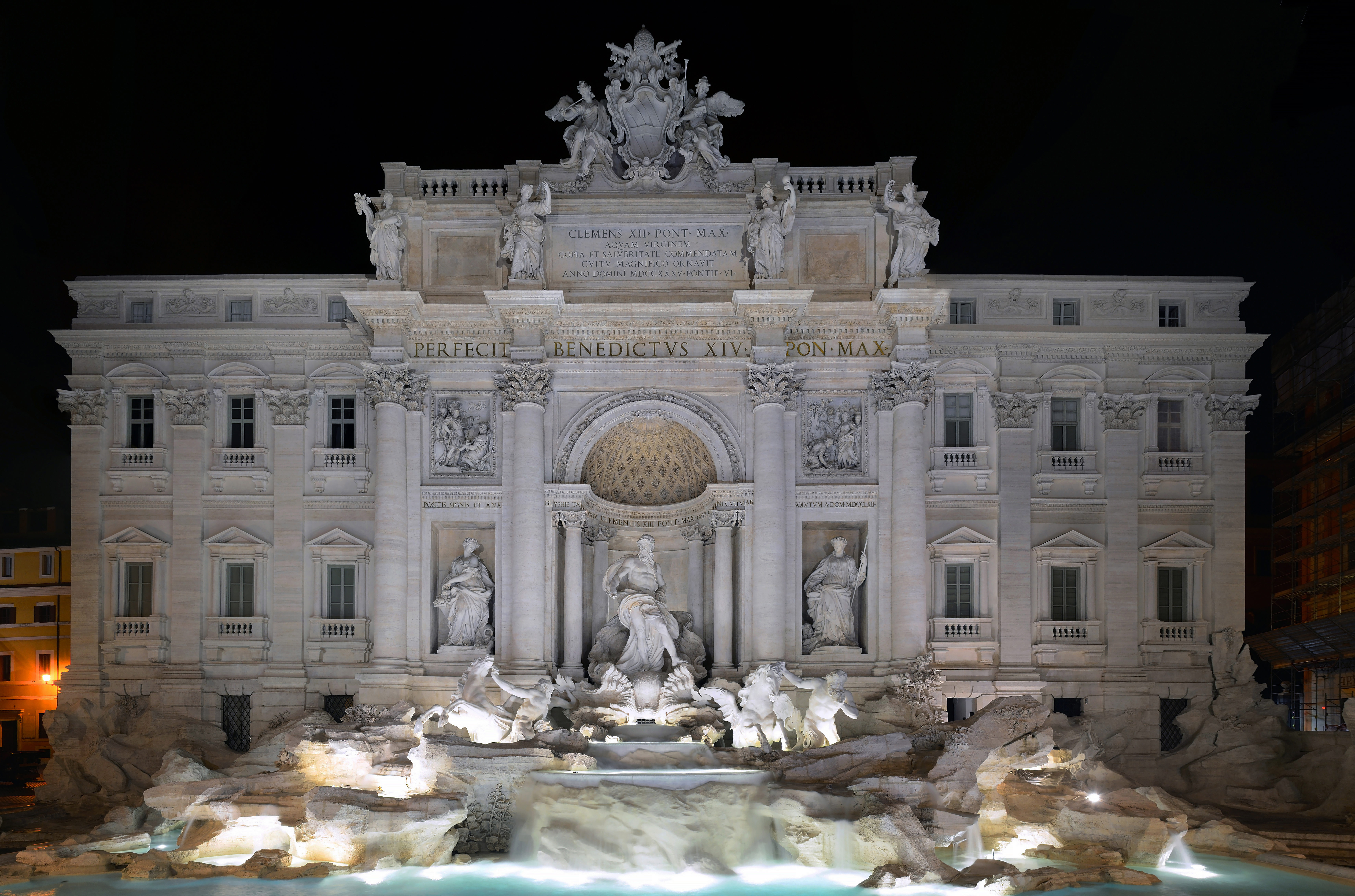
La fontaine de Trevi

Cathédrale S. Maria del Fiore (Florence)

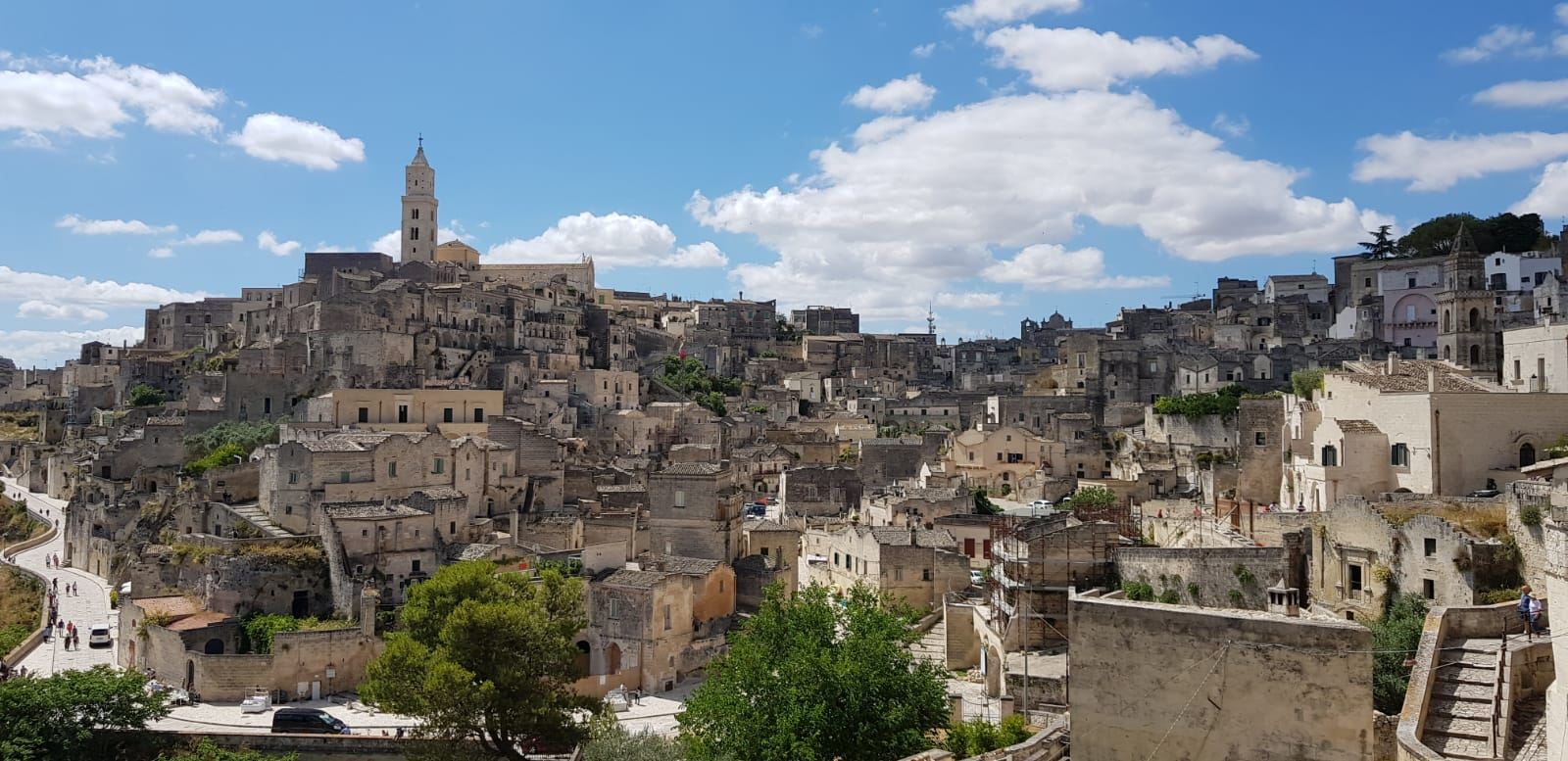
Sassi di Matera

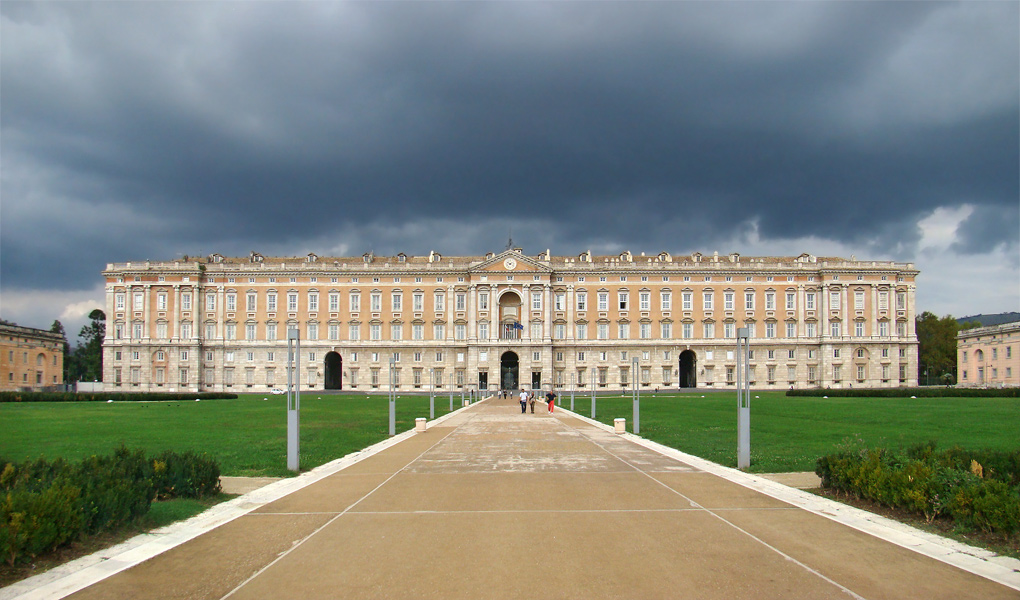
Palais royal de Caserte

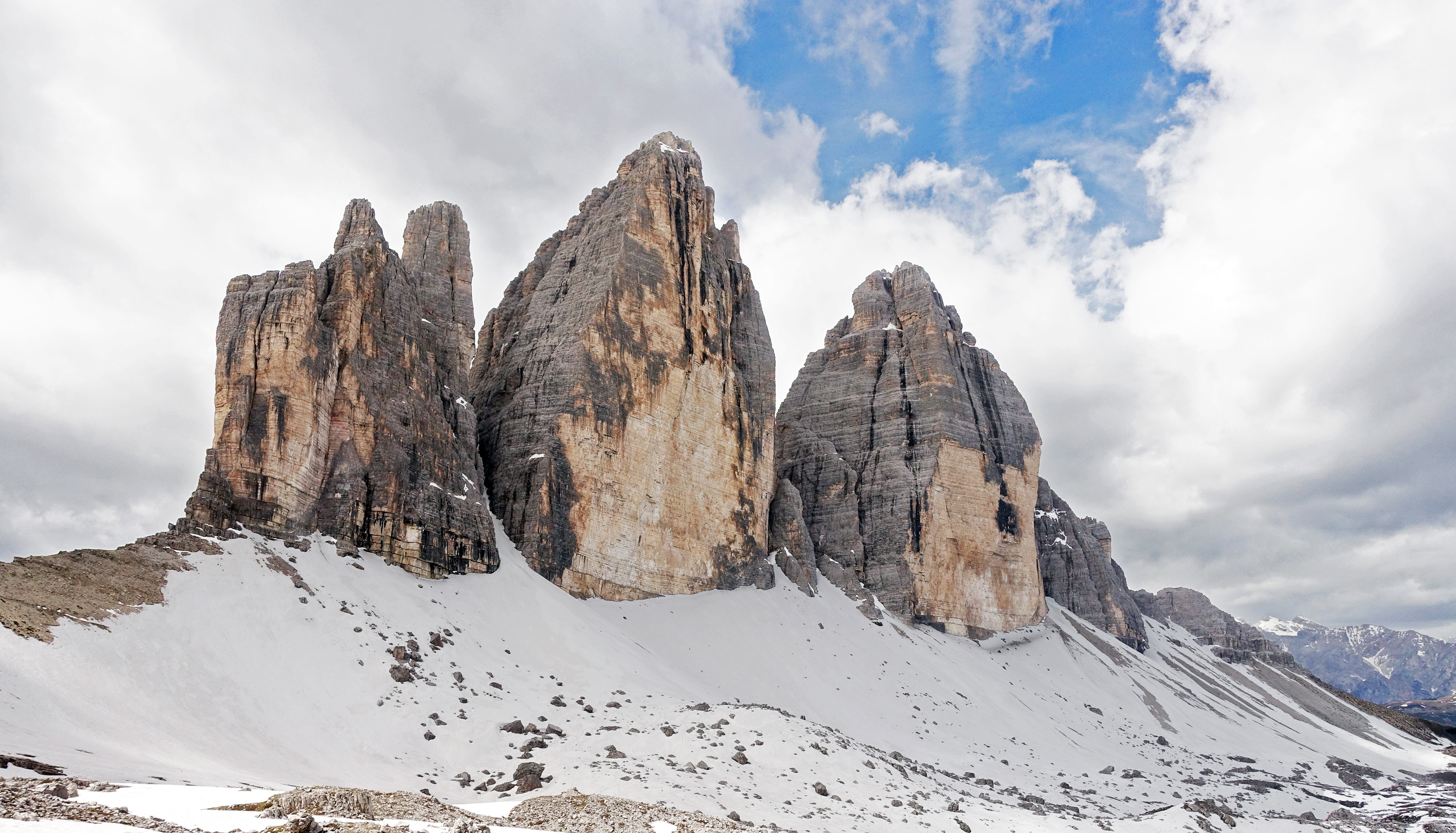
Tre Cime di Lavaredo

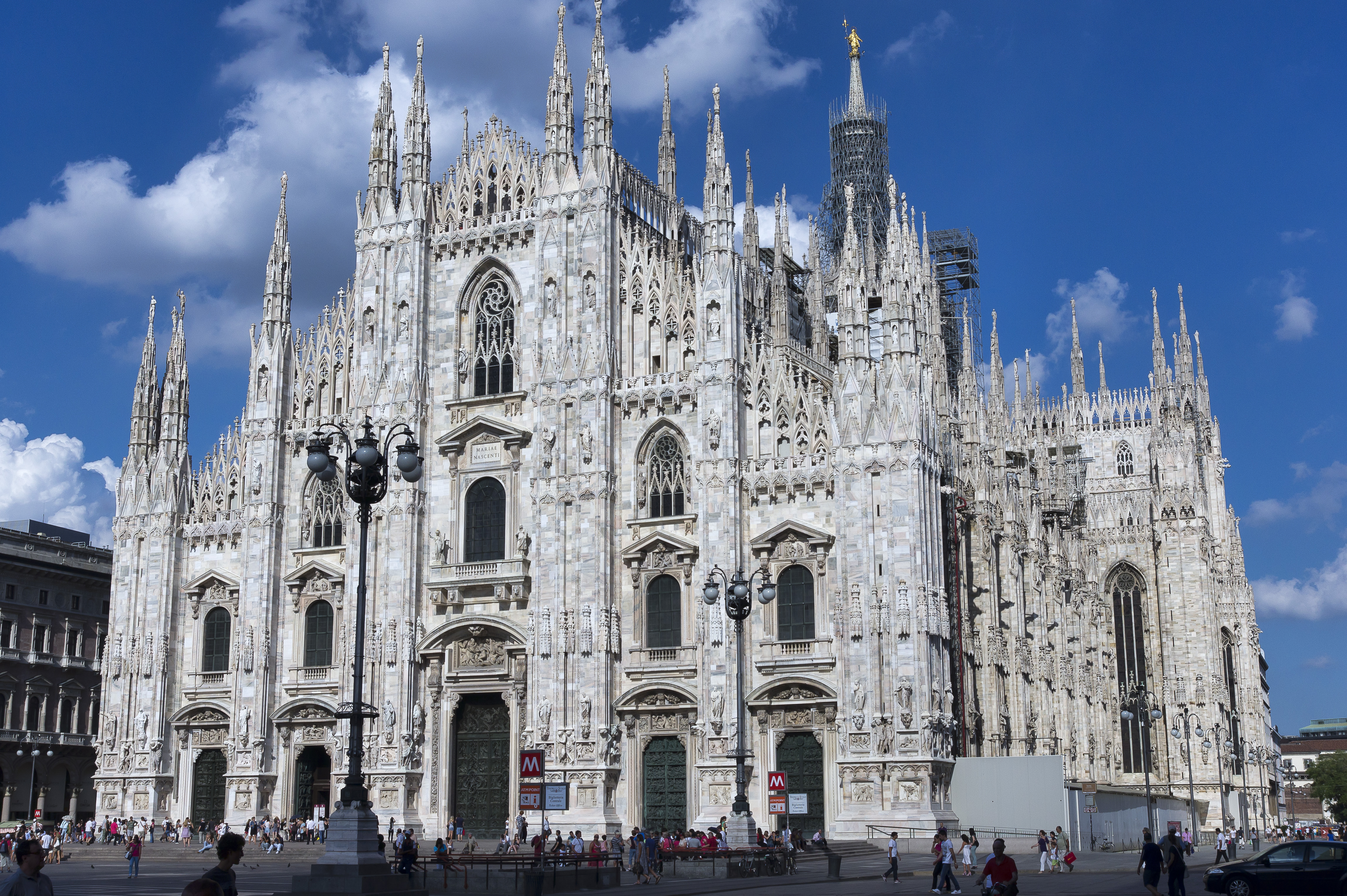
Dôme de Milan

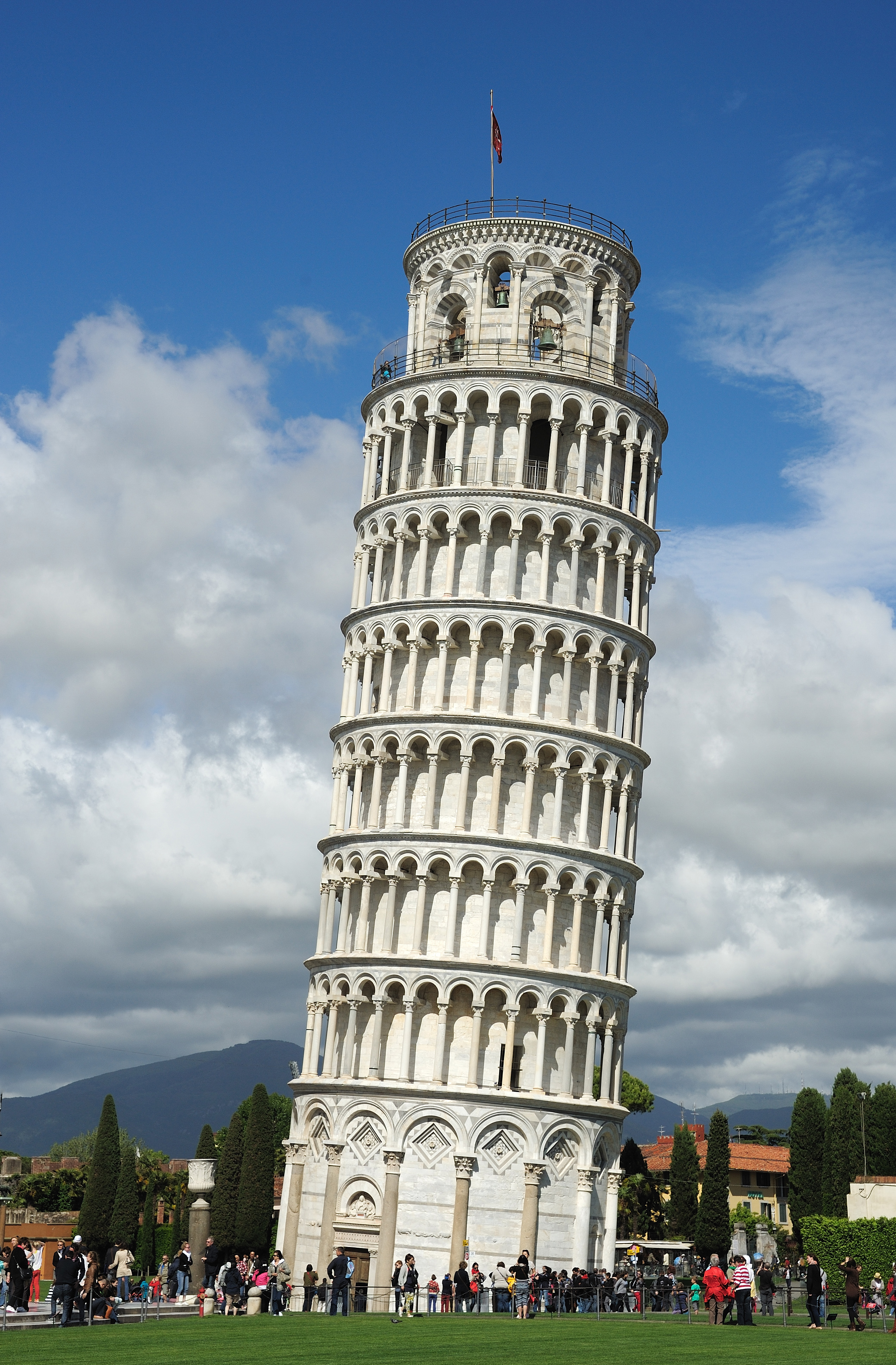
La tour de Pise, avec des touristes

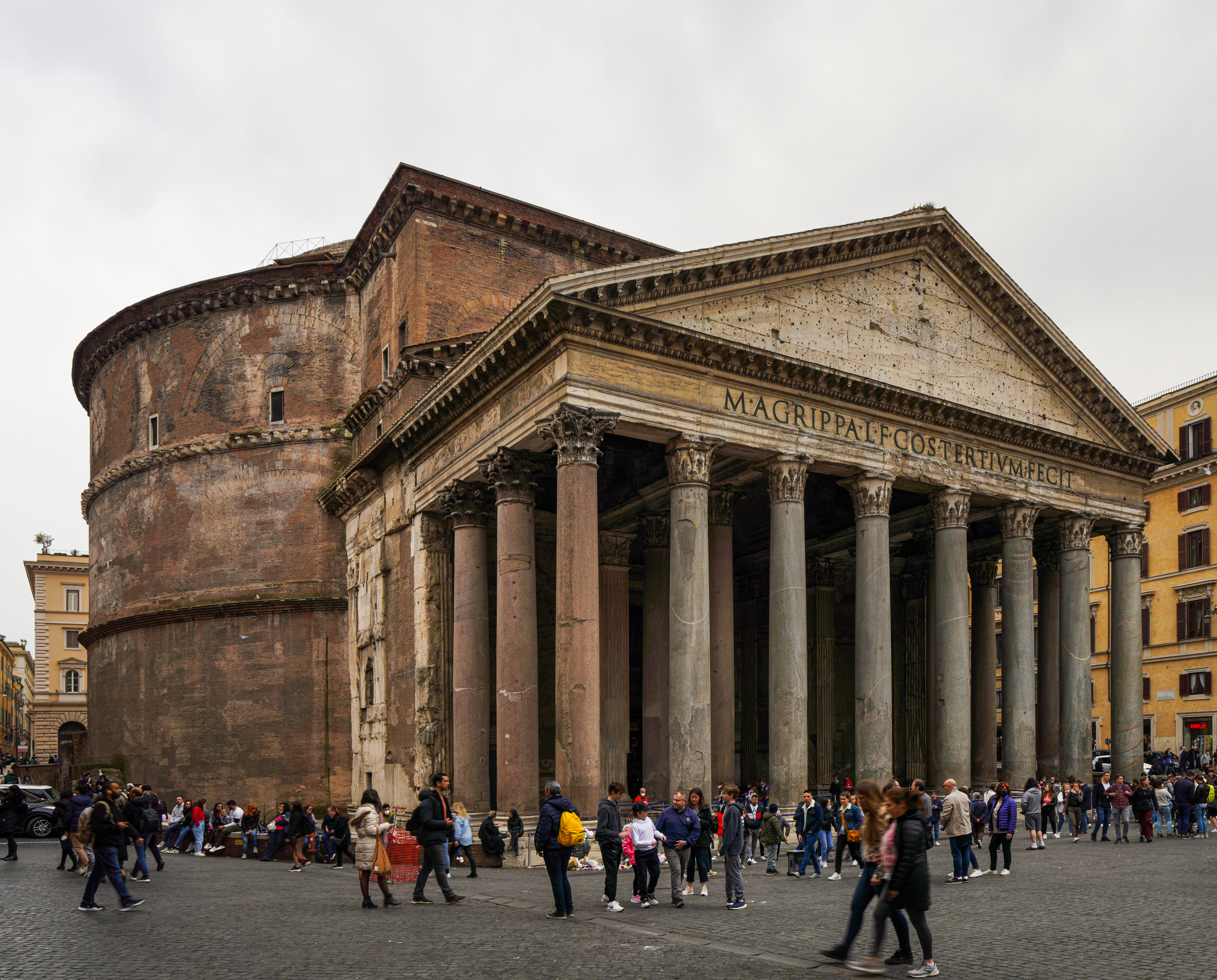
Touristes dans le Panthéon à Rome

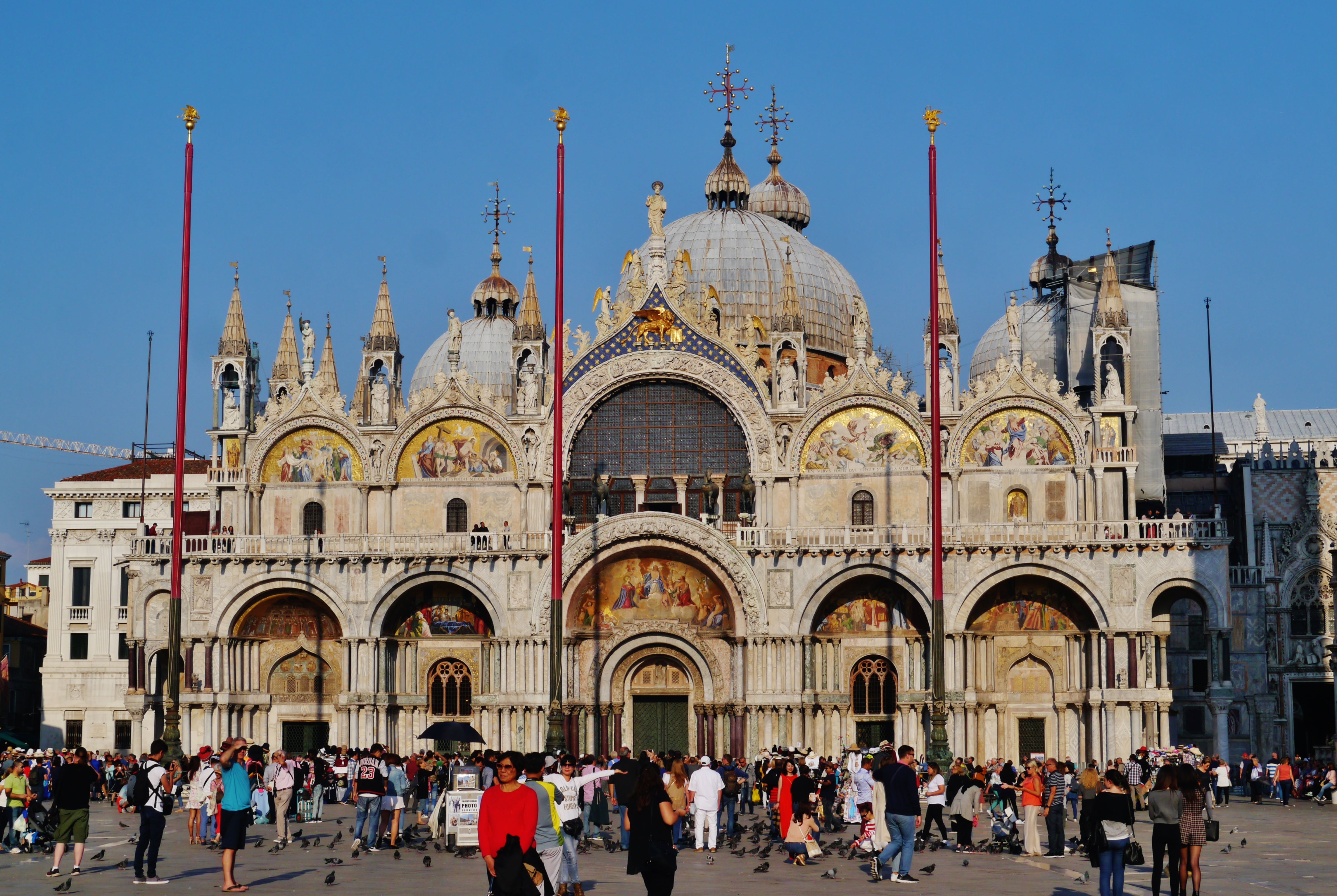
Touristes dans la basilique Saint-Marc à Venise

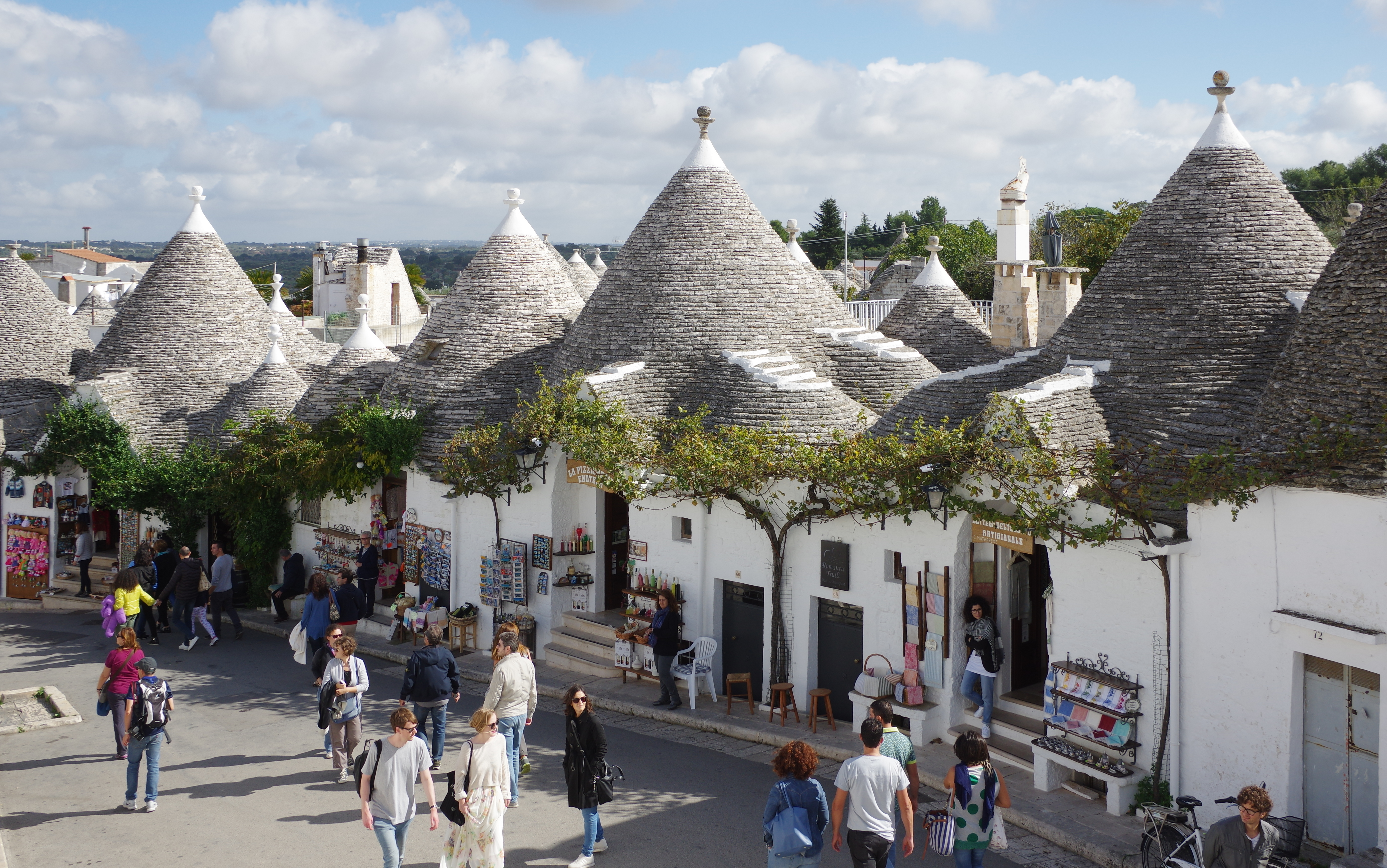
Touristes visitent les Trulli de Alberobello

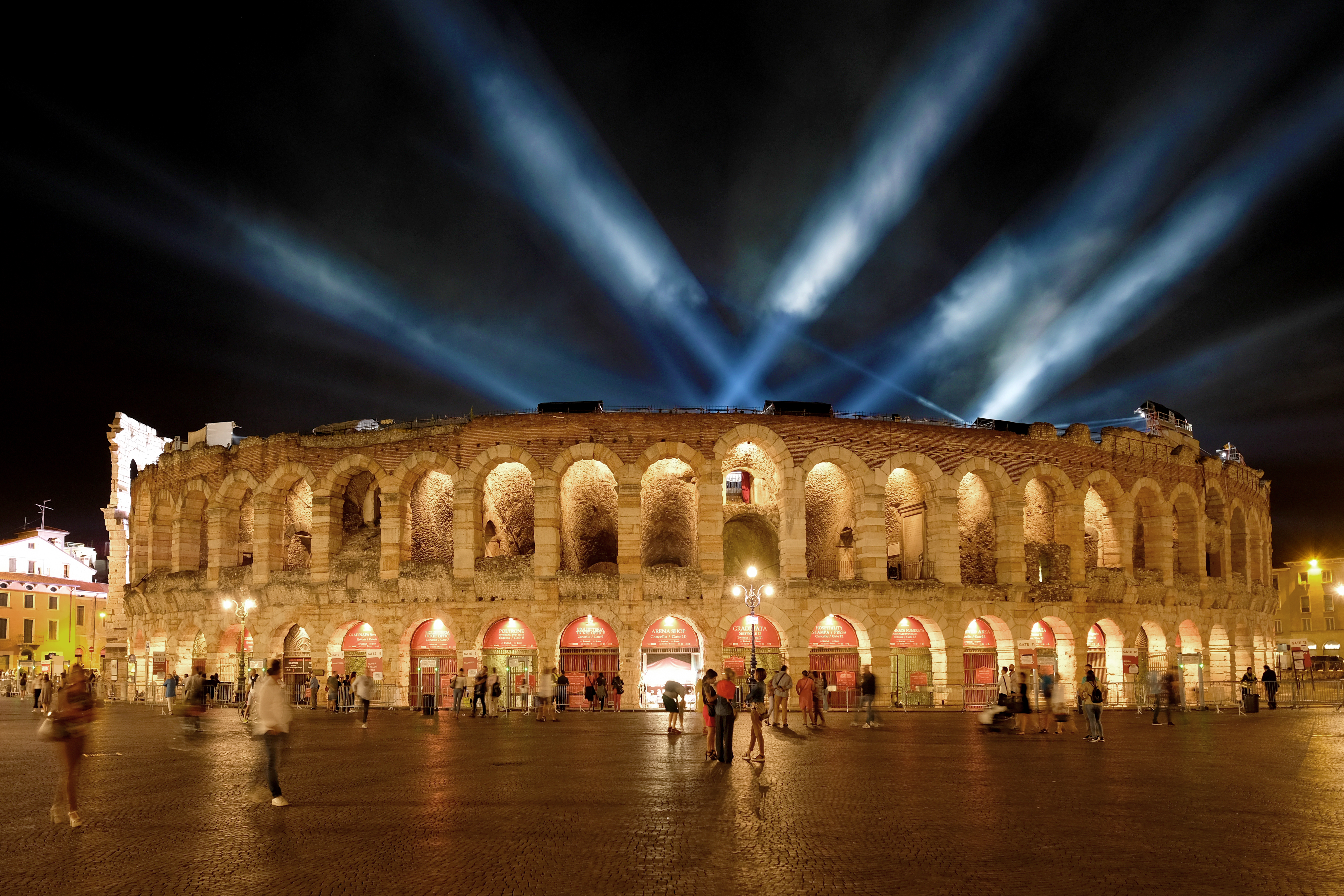
Arènes de Vérone

Le tourisme représentait un chiffre d’affaires de 232,2 milliards d’euros, soit 13,2 % du PIB en 2019. 3 500 000 emplois sont consacrés au tourisme (soit 4,4 % des salariés italiens),.
L'Italie est représentée à quatre des cinquante premières places au classement des sites touristiques les plus visités au monde: la Cité du Vatican occupe la 37e place, avec environ 4,2 millions de visiteurs par an. Pour ce qui concerne les monuments et les musées, le Colisée de Rome a 7,6 millions de visiteurs par an, les ruines de Pompéi 3,6 millions de visiteurs et la galerie des Offices 2,2 millions.
Depuis 2018, les établissements d'hébergement actifs sont au nombre de 218 327, pour un total de 5 175 803 lits. Le flux touristique dans les stations balnéaires est de 53 % ; les villes les mieux équipées sont Grosseto pour les agritourisme (217), Vieste pour les campings et villages touristiques (84) et Cortina d'Ampezzo pour les refuges de montagne (20),.

### Arrivées internationales
En 2019, les principaux pays d'origine étrangère selon les données ISTAT étaient :
| #  | Pays                        | Arrivées   |
| -- | --------------------------- | ---------- |
| 1  | Allemagne                   | 12.832.334 |
| 2  | États-Unis                  | 6.092.754  |
| 3  | France                      | 4.744.412  |
| 4  | Royaume-Uni                 | 3.695.112  |
| 5  | Chine                       | 3.167.960  |
| 6  | Suisse et Liechtenstein     | 3.027.331  |
| 7  | Autriche                    | 2.648.203  |
| 8  | Espagne                     | 2.243.621  |
| 9  | Pays-Bas                    | 2.137.760  |
| 10 | Russie                      | 1.778.720  |
| 11 | Pologne                     | 1.593.692  |
| 12 | Autres pays européens       | 1.406.696  |
| 13 | Belgique                    | 1.258.901  |
| 14 | Autres pays asiatiques      | 1.282.925  |
| 15 | Japon                       | 1.133.118  |
| 16 | Brésil                      | 1.116.846  |
| 17 | Australie                   | 1.049.285  |
| 18 | Corée du Sud                | 1.006.673  |
| 19 | Canada                      | 948.176    |
| 20 | Tchéquie                    | 900.502    |
| 21 | Roumanie                    | 797.381    |
| 22 | Autres pays sud-américains  | 719.212    |
| 23 | Suède                       | 697.407    |
| 24 | Danemark                    | 631.748    |
| 25 | Hongrie                     | 610.697    |
| 26 | Argentine                   | 610.117    |
| 27 | Israël                      | 605.415    |
| 28 | Inde                        | 593.319    |
| 29 | Autres pays du Moyen-Orient | 537.669    |
| 30 | Irlande                     | 459.011    |
| 31 | Mexique                     | 413.514    |
| 32 | Portugal                    | 410.857    |
| 33 | Turquie                     | 404.344    |
| 34 | Norvège                     | 390.789    |
| 35 | Autres pays                 | 362.967    |
| 36 | Grèce                       | 353.276    |
| 37 | Slovénie                    | 330.638    |
| 38 | Croatie                     | 294.825    |
| 39 | Finlande                    | 267.366    |
| 40 | Bulgarie                    | 242.836    |
| 41 | Slovaquie                   | 239.772    |
| 42 | Afrique méditerranéen       | 209.352    |
| 43 | Autres pays africains       | 190.346    |
| 44 | Lituanie                    | 168.894    |
| 45 | Nouvelle-Zélande            | 140.019    |
| 46 | Malte                       | 128.442    |
| 47 | Afrique du Sud              | 110.147    |
| 48 | Luxembourg                  | 94.622     |
| 49 | Lettonie                    | 93.279     |
| 50 | Égypte                      | 83.236     |
| 51 | Estonie                     | 78.398     |
| 52 | Venezuela                   | 48.017     |
| 53 | Islande                     | 43.216     |
| 54 | Chypre                      | 34.296     |
|    | Totale arrivées             | 65.010.220 |

### Nombres des nuits par pays
En 2019, les principaux pays d'origine étrangère selon les données ISTAT étaient :
| #  | Pays                    | Nombres des nuits |
| -- | ----------------------- | ----------------- |
| 1  | Allemagne               | 58.699.396        |
| 2  | États-Unis              | 16.302.928        |
| 3  | France                  | 13.842.473        |
| 4  | Royaume-Uni             | 13.674.263        |
| 5  | Suisse et Liechtenstein | 10.806.529        |
| 6  | Pays-Bas                | 10.320.382        |
| 7  | Autriche                | 9.520.238         |
| 8  | Pologne                 | 6.203.982         |
| 9  | Russie                  | 5.819.444         |
| 10 | Espagne                 | 5.789.755         |
| 11 | Chine                   | 5.355.907         |
| 12 | Belgique                | 4.751.383         |
| 13 | Tchéquie                | 4.127.567         |
| 14 | Danemark                | 3.058.530         |
| 15 | Australie               | 2.881.036         |
| 16 | Brésil                  | 2.824.686         |
| 17 | Roumanie                | 2.765.252         |
| 18 | Canada                  | 2.665.209         |
| 19 | Japon                   | 2.544.362         |
| 20 | Suède                   | 2.372.891         |
| 21 | Hongrie                 | 2.210.468         |
| 22 | Irlande                 | 1.815.223         |
| 23 | Norvège                 | 1.247.398         |
| 24 | Grèce                   | 903.868           |
|    | Pays extra-européens    | 17.437.507        |
|    | Autres pays européens   | 5.311.276         |
|    | Totale                  | 220.662.684       |

### Ville par nombre de présences dans les établissements d'accueil
Date ISTAT pendant le 2019
| #  | Ville                      | Regione                 | Province/Ville metropolitane | Nuits      |
| -- | -------------------------- | ----------------------- | ---------------------------- | ---------- |
| 1  | Rome                       | Latium                  | Rome Capitale                | 30 980 083 |
| 2  | Venise                     | Vénétie                 | Venise                       | 12 948 519 |
| 3  | Milan                      | Lombardie               | Milan                        | 12 474 278 |
| 4  | Florence                   | Toscane                 | Florence                     | 10 955 345 |
| 5  | Rimini                     | Émilie-Romagne          | Rimini                       | 7 548 135  |
| 6  | Cavallino-Treporti         | Vénétie                 | Venise                       | 6 269 451  |
| 7  | San Michele al Tagliamento | Vénétie                 | Venise                       | 5 851 482  |
| 8  | Jesolo                     | Vénétie                 | Venise                       | 5 438 519  |
| 9  | Caorle                     | Vénétie                 | Venise                       | 4 319 483  |
| 10 | Naples                     | Campanie                | Naples                       | 3 765 485  |
| 11 | Riccione                   | Émilie-Romagne          | Rimini                       | 3 632 025  |
| 12 | Turin                      | Piémont                 | Turin                        | 3 626 036  |
| 13 | Lazise                     | Vénétie                 | Vérone                       | 3 606 249  |
| 14 | Lignano Sabbiadoro         | Frioul-Vénétie Julienne | Udine                        | 3 594 091  |
| 15 | Cervia                     | Émilie-Romagne          | Ravenne                      | 3 468 948  |
| 16 | Cesenatico                 | Émilie-Romagne          | Forlì-Cesena                 | 3 403 237  |
| 17 | Bologne                    | Émilie-Romagne          | Bologne                      | 3 188 040  |
| 18 | Sorrente                   | Campanie                | Naples                       | 2 756 578  |
| 19 | Vérone                     | Vénétie                 | Vérone                       | 2 743 943  |
| 20 | Ravenne                    | Émilie-Romagne          | Ravenne                      | 2 495 943  |
| 21 | Peschiera del Garda        | Vénétie                 | Vérone                       | 2 379 705  |
| 22 | Bellaria-Igea Marina       | Émilie-Romagne          | Rimini                       | 2 216 032  |
| 23 | Bardolino                  | Vénétie                 | Vérone                       | 2 101 596  |
| 24 | Comacchio                  | Émilie-Romagne          | Ferrare                      | 1 998 304  |
| 25 | Abano Terme                | Vénétie                 | Padoue                       | 1 987 421  |
| 26 | Vieste                     | Pouilles                | Foggia                       | 1 915 749  |
| 27 | Gênes                      | Ligurie                 | Gênes                        | 1 905 777  |
| 28 | Pise                       | Toscane                 | Pise                         | 1 859 653  |
| 29 | Cattolica                  | Émilie-Romagne          | Rimini                       | 1 848 353  |
| 30 | Padoue                     | Vénétie                 | Padoue                       | 1 657 672  |
| 31 | Montecatini Terme          | Toscane                 | Pistoia                      | 1 629 602  |
| 32 | Palerme                    | Sicile                  | Palerme                      | 1 594 187  |
| 33 | Riva del Garda             | Trentin-Haut-Adige      | Trentin                      | 1 590 189  |
| 34 | Castelrotto                | Trentin-Haut-Adige      | Bolzano                      | 1 584 220  |
| 35 | Castiglione della Pescaia  | Toscane                 | Grosseto                     | 1 506 463  |
| 36 | Grado                      | Frioul-Vénétie Julienne | Gorizia                      | 1 398 262  |
| 37 | Chioggia                   | Vénétie                 | Venise                       | 1 376 237  |
| 38 | Livigno                    | Lombardie               | Sondrio                      | 1 337 223  |
| 39 | Forio                      | Campanie                | Naples                       | 1 295 862  |
| 40 | Selva di Val Gardena       | Trentin-Haut-Adige      | Bolzano                      | 1 294 036  |
| 41 | Ischia                     | Campanie                | Naples                       | 1 236 669  |
| 42 | Sirmione                   | Lombardie               | Brescia                      | 1 209 423  |
| 43 | Arzachena                  | Sardaigne               | Sassari                      | 1 209 220  |
| 44 | San Vincenzo               | Toscane                 | Livourne                     | 1 198 640  |
| 45 | Fiumicino                  | Latium                  | Rome Capitale                | 1 180 562  |
| 46 | Badia                      | Trentin-Haut-Adige      | Bolzano                      | 1 178 014  |
| 47 | Limone sul Garda           | Lombardie               | Brescia                      | 1 167 770  |
| 48 | Orbetello                  | Toscane                 | Grosseto                     | 1 165 731  |
| 49 | Mérano                     | Trentin-Haut-Adige      | Bolzano                      | 1 148 867  |
| 50 | Assise                     | Ombrie                  | Pérouse                      | 1 146 596  |

### Chiffres régionales par nombre de nuits
| #  | Région                  | Presences totales | Residentes  | Non-residentes |
| -- | ----------------------- | ----------------- | ----------- | -------------- |
| 1  | Vénétie                 | 71.236.630        | 23.068.000  | 48.168.630     |
| 2  | Trentin-Haut-Adige      | 52.074.506        | 20.941.947  | 31.132.559     |
| 3  | Toscane                 | 48.077.301        | 22.317.283  | 25.760.018     |
| 4  | Émilie-Romagne          | 40.647.799        | 29.748.437  | 10.611.605     |
| 5  | Lombardie               | 40.482.939        | 16.229.378  | 24.253.561     |
| 6  | Latium                  | 39.029.255        | 14.637.466  | 24.391.789     |
| 7  | Campanie                | 22.013.245        | 11.383.367  | 10.629.878     |
| 8  | Pouilles                | 15.441.469        | 11.598.644  | 3.842.825      |
| 9  | Sardaigne               | 15.145.885        | 7.418.767   | 7.727.118      |
| 10 | Sicile                  | 15.114.931        | 7.483.403   | 7.631.528      |
| 11 | Ligurie                 | 15.074.888        | 8.932.884   | 6.142.004      |
| 12 | Piémont                 | 14.889.951        | 8.351.424   | 6.538.527      |
| 13 | Marches                 | 10.370.800        | 8.647.855   | 2.417.288      |
| 14 | Calabre                 | 9.509.423         | 7.315.264   | 2.194.159      |
| 15 | Frioul-Vénétie Julienne | 9.052.850         | 3.898.039   | 5.154.811      |
| 16 | Abruzzes                | 6.176.702         | 5.383.234   | 793.468        |
| 17 | Ombrie                  | 5.889.224         | 3.810.497   | 2.078.727      |
| 18 | Vallée d'Aoste          | 3.625.616         | 2.113.001   | 1.512.615      |
| 19 | Basilicate              | 2.733.969         | 2.392.796   | 296.230        |
| 20 | Molise                  | 448.600           | 127.283     | 341.173        |
|    | Italie                  | 436.739.271       | 216.076.587 | 220.662.684    |

### Sites archéologiques et musées italiens par nombre de visiteurs
Voici un tableau des sites archéologiques et des musées en Italie les plus visités (données de 2019),.
| #  | Site                                                          | Ville         | Visiteurs | Région                  |
| -- | ------------------------------------------------------------- | ------------- | --------- | ----------------------- |
| 1  | Parc archéologique du Colisée, du Forum romain et du Palatin. | Rome          | 7 617 649 | Latium                  |
| 2  | Musées du Vatican                                             | Rome          | 6 756 000 | Vatican                 |
| 3  | Galerie des Offices                                           | Florence      | 4 391 861 | Toscane                 |
| 4  | Parc archéologique de Pompéi                                  | Pompei        | 3 933 079 | Campanie                |
| 5  | Galleria dell'Accademia de Florence                           | Florence      | 1 704 776 | Toscane                 |
| 6  | Château Saint-Ange                                            | Rome          | 1 207 091 | Latium                  |
| 7  | Musée égyptologique de Turin                                  | Turin         | 853 320   | Piémont                 |
| 8  | Palais royal de Venaria                                       | Venaria Reale | 837 093   | Piémont                 |
| 9  | Palais de Caserte                                             | Caserta       | 728 231   | Campanie                |
| 10 | Villa d'Hadrien et Villa d'Este                               | Tivoli        | 721 574   | Latium                  |
| 11 | Musée archéologique national de Naples                        | Naples        | 670 594   | Campanie                |
| 12 | Musée national du Bargello                                    | Florence      | 644 569   | Toscane                 |
| 13 | Galerie Borghese                                              | Rome          | 572,976   | Latium                  |
| 14 | Parc archéologique de Herculanum                              | Ercolano      | 558 962   | Campanie                |
| 15 | Musées royaux de Turin                                        | Turin         | 492 049   | Piémont                 |
| 16 | La Cène                                                       | Milan         | 445 728   | Lombardie               |
| 17 | Parc archéologique de Paestum                                 | Paestum       | 443 743   | Campanie                |
| 18 | Pinacothèque de Brera                                         | Milan         | 417 976   | Lombardie               |
| 19 | Palais ducal de Mantoue                                       | Mantoue       | 346 462   | Lombardie               |
| 20 | Musée national romain                                         | Rome          | 323 750   | Latium                  |
| 21 | Parc archéologique d'Ostia Antica                             | Rome          | 322 099   | Latium                  |
| 22 | Musée archéologique national de Venise                        | Venise        | 316 283   | Vénétie                 |
| 23 | Château Scaligero                                             | Sirmione      | 308 459   | Lombardie               |
| 24 | Château de Miramare                                           | Trieste       | 307,177   | Frioul-Vénétie Julienne |
| 25 | Galeries de l'Académie de Venise                              | Venise        | 304,999   | Vénétie                 |
| 26 | Galerie nationale des Marches                                 | Urbino        | 272,521   | Marches                 |
| 27 | Palais royal de Naples                                        | Naples        | 272 116   | Campanie                |
| 28 | Castel del Monte                                              | Andria        | 269 794   | Pouilles                |
| 29 | Château Sant'Elmo                                             | Naples        | 266 971   | Campanie                |
| 30 | Thermes de Caracalla                                          | Rome          | 258 486   | Latium                  |
| 31 | Musée de Capodimonte                                          | Naples        | 252 770   | Campanie                |

### Musée italiens par nombres des visiteurs
Vous trouverez ci-dessous un tableau des musées les plus visités en Italie (données de 2018)
| #   | Site                                                  | Ville                 | Affluence   |
| --- | ----------------------------------------------------- | --------------------- | ----------- |
| 1   | Panthéon                                              | Rome                  | 25.505.971  |
| 2   | Zone archéologique de Pompéi                          | Pompei                | 13.019.202  |
| 3   | Palais de Caserte                                     | Caserte               | 12.376.591  |
| 4   | Galerie des Offices                                   | Florence              | 11.986.405  |
| 5   | Villa médicéenne de Poggio a Caiano                   | Poggio a Caiano       | 10.186.141  |
| 6   | Musée national San Marco                              | Venise                | 5.877.142   |
| 7   | Palais royal de Venaria                               | Venaria Reale         | 5.171.956   |
| 8   | Mudec - Musée des cultures                            | Milan                 | 5.083.801   |
| 9   | Cathédrale Saint-Martin de Lucques                    | Lucques               | 5.043.621   |
| 10  | Dôme de Monza                                         | Monza                 | 4.873.795   |
| 11  | Cathédrale Notre-Dame-de-l'Assomption de Pise         | Pise                  | 4.848.448   |
| 12  | Musée d'histoire naturelle de la Méditerranée         | Livourne              | 3.943.285   |
| 13  | Museo dell'Opera Metropolitana del Duomo              | Sienne                | 3.502.875   |
| 14  | Maison noël de Françoise-Xavière Cabrini              | Sant'Angelo Lodigiano | 3.318.039   |
| 15  | Arènes de Vérone                                      | Vérone                | 2.117.800   |
| 16  | Musée civique de Padoue                               | Padoue                | 2.096.827   |
| 17  | Parc archéologique de Naxos Taormina                  | Taormine              | 2.055.045   |
| 18  | Château de Miramare                                   | Trieste               | 1.947.898   |
| 19  | Palais Chiericati                                     | Trieste               | 1.903.410   |
| 20  | Musée d'art moderne de Bologne                        | Bologne               | 1.530.454   |
| 21  | Palais des Normands                                   | Palerme               | 1.487.849   |
| 22  | Musée archiépiscopal                                  | Ravenne               | 1.483.762   |
| 23  | Musée des Sciences                                    | Trente                | 1.346.765   |
| 24  | Musée de Saint Dominique                              | Forlì                 | 1.341.415   |
| 25  | Château Orsini                                        | Massa d'Albe          | 1.281.824   |
| 26  | Vallée des Temples                                    | Agrigente             | 1.114.375   |
| 27  | Jardin historique Garzoni et Maison des Papillons     | Pescia                | 1.011.500   |
| 28  | Galata Museo del Mare                                 | Gênes                 | 1.002.400   |
| 29  | Galerie nationale de Parme                            | Parme                 | 943.437     |
| 30  | Volandia                                              | Somma Lombardo        | 917.331     |
| 31  | Musée Ferrari                                         | Maranello             | 895.659     |
| 32  | Château Scaligero                                     | Sirmione              | 887.307     |
| 33  | Parc archéologique de Néapolis                        | Syracuse              | 805.910     |
| 34  | Colosse de Saint Charles Borromée                     | Arona                 | 763.272     |
| 35  | Palais des Musées                                     | Reggio d'Émilie       | 730.970     |
| 36  | Château royal de Racconigi                            | Racconigi             | 705.362     |
| 37  | Palais Borromée                                       | Stresa                | 647.694     |
| 38  | Palais ducal de Mantoue                               | Mantoue               | 646.754     |
| 39  | Musée de Rimini                                       | Rimini                | 637.482     |
| 40  | Basilique Saint-François d'Assise                     | Assise                | 629.362     |
| 41  | Jardins de Bomarzo                                    | Bomarzo               | 600.684     |
| 42  | Palais Mazzetti                                       | Asti                  | 581.550     |
| 43  | Puits de saint Patrice                                | Orvieto               | 569.990     |
| 44  | Parc archéologique de Ségeste                         | Ségeste               | 554.800     |
| 45  | Villa Monastero                                       | Varenna               | 540.626     |
| 46  | Académie Carrara                                      | Carrare               | 527.363     |
| 47  | Palais Roverella                                      | Rovigo                | 522.754     |
| 48  | Villa Carlotta                                        | Tremezzo              | 487.406     |
| 49  | Château de Gradara                                    | Gradara               | 463.110     |
| 50  | Musée archéologique national de Paestum               | Paestum               | 462.789     |
| 51  | Basilique patriarcale d'Aquilée                       | Aquileia              | 461.844     |
| 52  | Château de Gorizia                                    | Gorizia               | 458.634     |
| 53  | Villa romaine du Casale                               | Piazza Armerina       | 403.228     |
| 54  | Musée Plessi                                          | Bressanone            | 403.228     |
| 55  | Château Malaspina                                     | Massa                 | 363.197     |
| 56  | Palais Leopardi                                       | Recanati              | 359.244     |
| 57  | Fort de Bard                                          | Bard                  | 354.246     |
| 58  | Abbaye de Fossanova                                   | Priverno              | 349.989     |
| 59  | Museo Preistorico della Val Varatella                 | Toirano               | 321.278     |
| 60  | Basilique Saint-François d'Assise                     | Assisi                | 321.104     |
| 61  | Castel del Monte                                      | Andria                | 321.104     |
| 62  | Abbaye territoriale du Mont-Cassin                    | Montecassino          | 300.323     |
| 63  | Mont Sacré de Crea                                    | Serralunga di Crea    | 299.814     |
| 64  | Musée national de la Grande-Grèce                     | Reggio Calabria       | 299.394     |
| 65  | Palais Bellini                                        | Comacchio             | 271.205     |
| 66  | Museo del violino                                     | Crémone               | 253.731     |
| 67  | Musée Ubaldo Formentini                               | La Spezia             | 249.791     |
| 68  | Archeologique Su Nuraxi                               | Barumini              | 246.296     |
| 69  | Storica Casa Grotta di Vico Solitario                 | Matera                | 231.694     |
| 70  | Musée de Rocca Viscontea                              | Castell'Arquato       | 229.173     |
| 71  | Museo Civico                                          | Summonte              | 224.543     |
| 72  | Trullo Sovrano                                        | Alberobello           | 213.091     |
| 73  | Parc Archéologique de Siponto                         | Manfredonia           | 212.503     |
| 74  | Ecomusée de la Vitivinicolture                        | Candelo               | 211.638     |
| 75  | Cimetière militaire du Monte Grappa                   | Crespano del Grappa   | 197.883     |
| 76  | Museo dell'Intreccio Mediterraneo                     | Castelsardo           | 186.794     |
| 77  | Musée National et Parc Archéologique de Egnazia       | Fasano                | 183.189     |
| 78  | Musée archéologique national des Marches              | Cupra Marittima       | 181.398     |
| 79  | Zone Archéologique Tharros                            | Oristano              | 159.988     |
| 80  | Abbaye de Santa Maria In Silvis                       | Sesto al Reghena      | 157.673     |
| 81  | Château des Sforza                                    | Vigevano              | 156.724     |
| 82  | Musée de la vie et des traditions populaires Sarde    | Nuoro                 | 156.660     |
| 83  | Musée des arts de Catanzaro                           | Catanzaro             | 150.463     |
| 84  | Cisterne Romane                                       | Fermo                 | 146.913     |
| 85  | Fort Santa Tecla                                      | Sanremo               | 146.278     |
| 86  | Théâtre romain de Bénévent                            | Bénévent              | 137.303     |
| 87  | Zone archéologique de Nora                            | Pula                  | 129.589     |
| 88  | Musée archéologique nationale du Melfese              | Melfi                 | 129.071     |
| 89  | Le Castella                                           | Isola di Capo Rizzuto | 128.175     |
| 90  | Musée archéologique national des Abruzzes             | Chieti                | 123.741     |
| 91  | Parc archéologique du Tuf                             | Sorano                | 123.408     |
| 92  | Maison natale de Gabriele d'Annunzio                  | Pescara               | 120.642     |
| 93  | Musée du papier et du filigrane                       | Fabriano              | 120.219     |
| 94  | Musée Provinciale Murattiano                          | Pizzo                 | 118.125     |
| 95  | Forteresse et musée des armes et des cartes anciennes | Civitella del Tronto  | 106.715     |
| 96  | Musée archéologique national de Tarente               | Tarente               | 89.456      |
| 97  | Musée naturalistique Centro Visita Cupone             | Spezzano della Sila   | 83.339      |
| 98  | Zone archéologique de Cava D'Ispica                   | Modica                | 80.773      |
| 99  | Musée de la Grande Guerre à Marmolada                 | Rocca Pietore         | 74.913      |
| 100 | Musée civique                                         | Niscemi               | 73.317      |
| 101 | Mont Sacré de Varallo                                 | Varallo               | 64.819      |
| 102 | Palais Granafei                                       | Gallipoli             | 62.844      |
| 103 | Musée des mystères                                    | Campobasso            | 60.361      |
| 104 | Château Piccolomini                                   | Celano                | 50.327      |
| 105 | Abbaye de Farfa                                       | Fara in Sabina        | 44.753      |
| 106 | Musée d'histoire et d'art de la Valteline             | Sondrio               | 33.515      |
| 107 | Théâtre italique et temple de Pietrabbondante         | Pietrabbondante       | 31.790      |
| #   | Total visiteurs                                       | Italie                | 161.015.377 |

### Historique
En 1937, on utilise pour la première fois les termes de “tourisme” et de “touriste” en Italie, qui signifient “voyager plus de 24 heures”. Le ministère du Tourisme et du Spectacle a été fondé en 1959. Et l’Organisation mondiale du tourisme a été créée en 1976. Le ministère du Tourisme a été abrogé en 1993 et une loi a été votée, donnant le pouvoir de gestion du tourisme aux régions et non plus à l’État. Le premier ministre du Tourisme a été nommé en 2009 : Michela Vittoria Brambilla.

## Principaux points d'intérêt

### Tourisme balnéaire

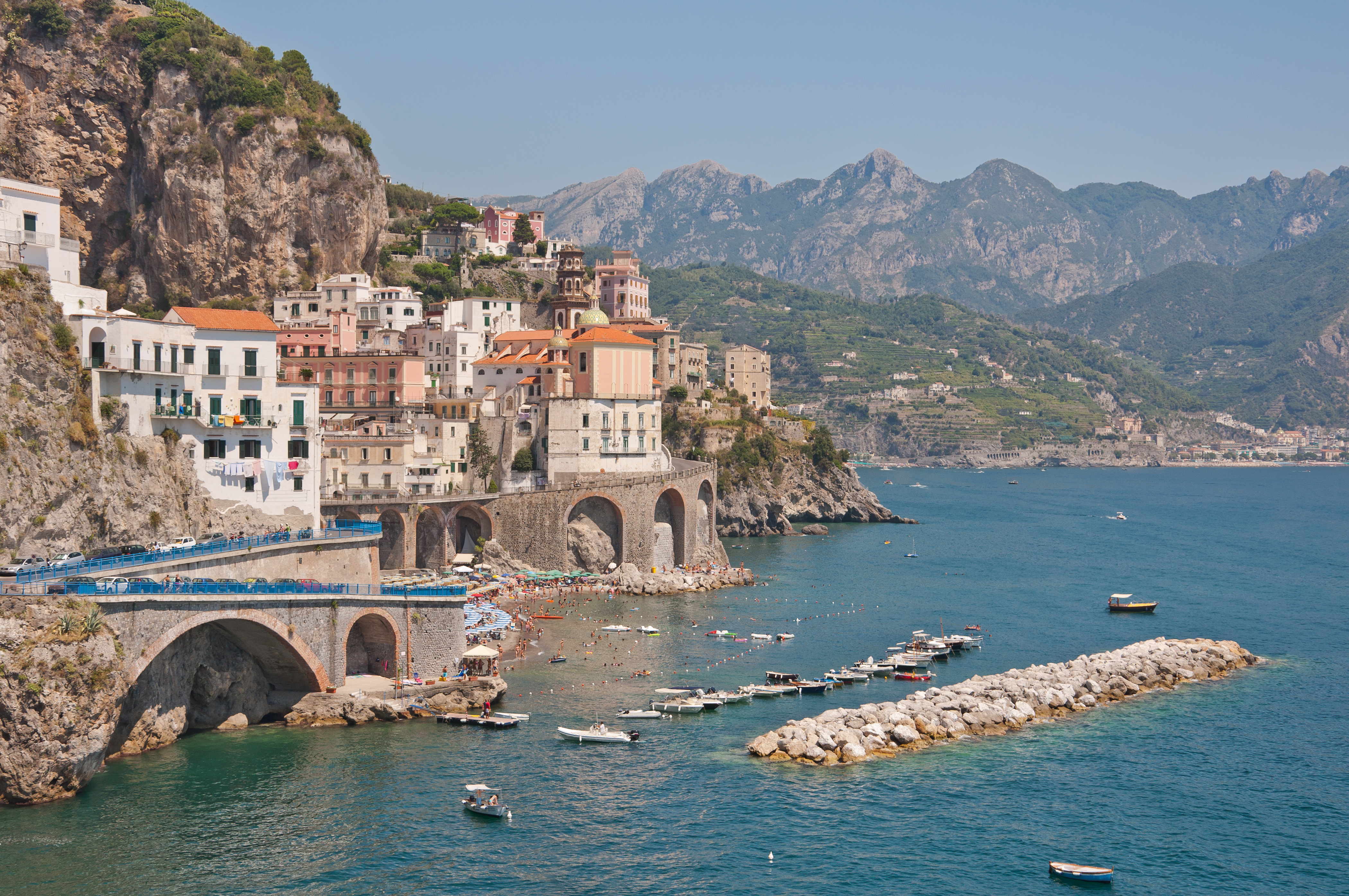
Côte amalfitaine

Par ses 7 600 km de côtes le long de ses deux façades littorales et son climat plutôt chaud et ensoleillé l’été et doux l’hiver dans le Sud, l’Italie séduit de nombreux touristes chaque été avec notamment la côte de Tropea, les plages entre Pise et Tirrenia, entre Livourne et Piombino en Toscane avec des stations bien équipées comme Cecina, Donoratico et San Vicenzo, la côte de la Via Aurelia, Orbetello non loin de petites îles, elle attire aussi avec des îles comme la Sardaigne, la Sicile, Capri, Ischia et Procida pas loin de Naples, des plages frioulanes comme Lignano et Grado, vénètes comme Lido di Jesolo et romagnoles du côté de la mer Adriatique, les plages de Rimini et de Cattolica, les alentours d'Ancône.

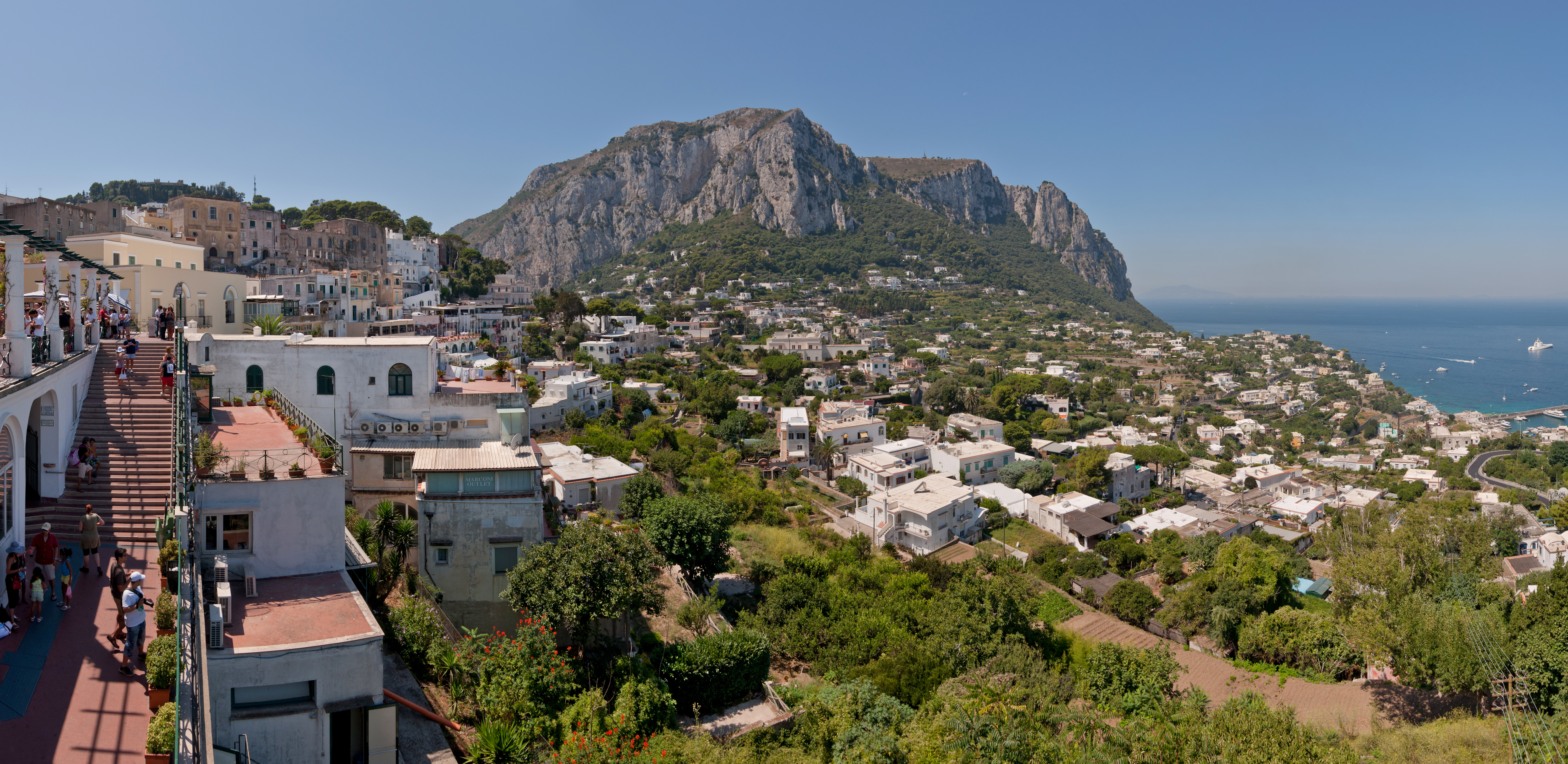
Capri Centre Belvedere.

### Tourisme culturel et artistique
L'Italie a un patrimoine culturel et artistique très riche. Elle possède à elle seule un grand nombre de trésors artistiques. Les touristes peuvent contempler un grand nombre de richesses datant de toutes ères: des théâtres aux édifices romains, en passant par des villes entières qui sont restées telles quelles durant des milliers d'années, des statues, des cathédrales, des églises... Le Colisée, les ruines de la ville de Pompéi ou encore la place Saint-Marc de Venise sont des lieux qui attirent chaque année de nombreux visiteurs. Toutes ces ressources peuvent être admirées dans plus de 3 000 musées dispersés dans tout le pays.
L'Italie possède aussi des œuvres créées par des figures italiennes, admirées par des touristes venus des cinq continents. Léonard de Vinci est sûrement le peintre italien le plus célèbre du monde entier. Un musée entier lui est consacré à Milan: le musée des sciences et des techniques Léonard de Vinci où sont exposées ses œuvres les plus connues comme l'Homme de Vitruve ou encore la Vis aérienne. Autre peintre célèbre pour sa fresque Le Jugement dernier et celle de la création d'Adam dans la chapelle Sixtine au Vatican est Michel Ange. Ses œuvres impressionnantes sont admirées par les millions de touristes qui viennent visiter chaque année le petit État.
Le patrimoine artistique de l'Italie s'est développé grâce à l'art de la Renaissance, né dans le pays au XVe siècle. Cette période fut remplie de créations artistiques de tout genre: peintures, statues, églises, palais et fontaines. On peut contempler ce riche patrimoine dans de nombreuses villes d'art comme Rome, Florence, Venise, Milan et Naples.

### Tourisme gastronomique

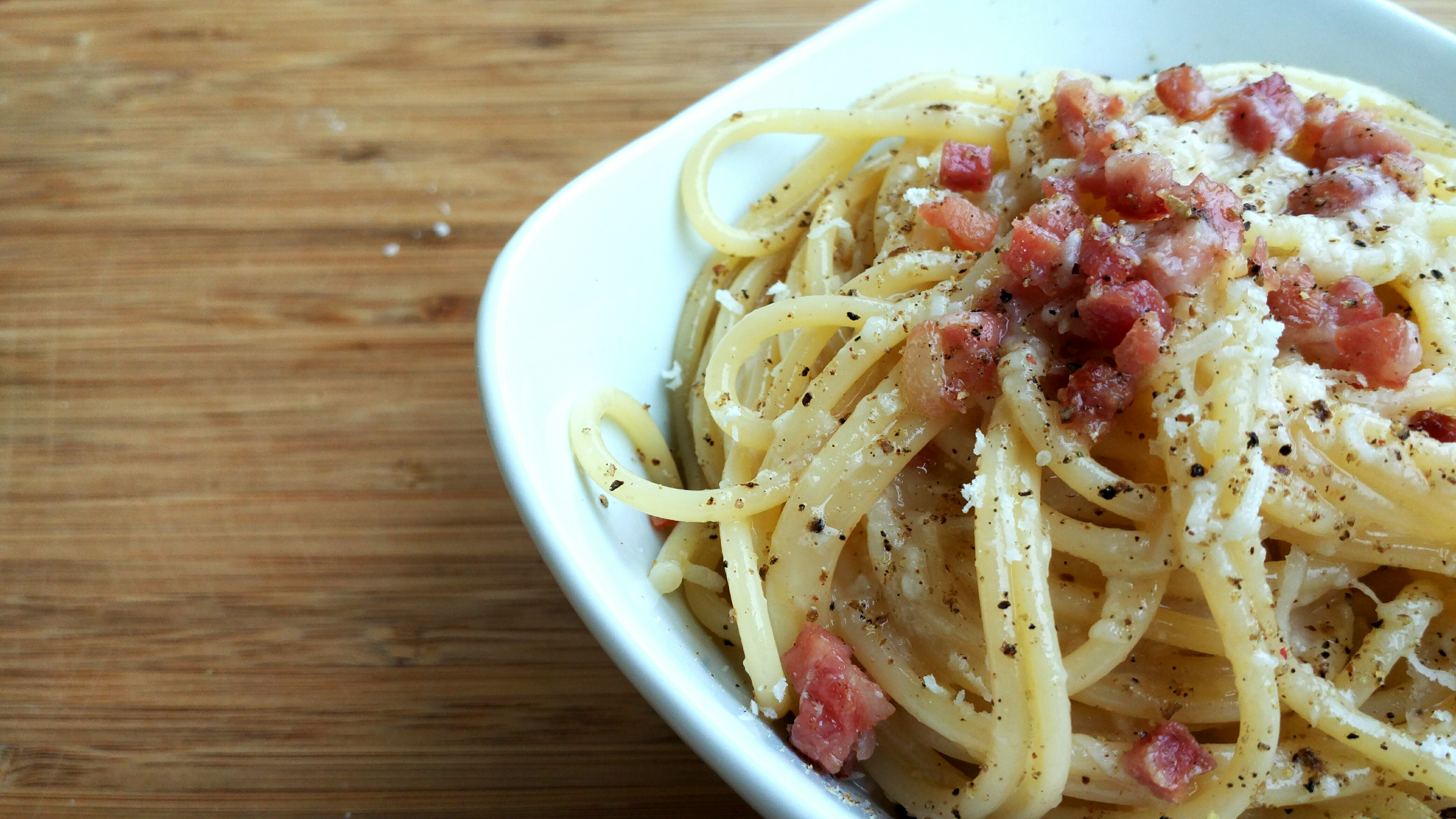
Spaghetti alla carbonara (Rome)

L'Italie connaît un tourisme gastronomique qui se développe de plus en plus sous le nom de tourisme œnogastronomique. Ce tourisme représente un chiffre d’affaires de 5 milliards d'euros pour l'Italie.
Les plats y sont riches et diversifiés. Les plats incontournables du pays sont les pizzas, les pâtes, le risotto et les raviolis. On peut aussi y déguster des glaces italiennes ou du café. La cuisine italienne est réputée comme saine et équilibrée. L'Italie est aussi renommée pour sa production d'huile d'olive, de fromages, de vins et de fruits qui font partie des 4300 produits traditionnels régionaux.
Il y a une tendance dans le Nord qui se développe : le Slow Food. L'association qui a son siège au sud de Turin fait venir de nombreux touristes.

### Tourisme durable
Ce type de tourisme se développe en italie, souvent à l'écart des régions connues (Lombardie, Vénétie, Toscane, Campanie et  Émilie-Romagne). La province du Haut-Adige a par exemple lancé un programme environnemental destiné à préserver le plateau Sciliar, dans les Dolomites. Il existe chaque année un festival du tourisme dursable dans chaque région d'Italie. En Ogliastra, région au centre de la Sardaigne, décrite comme une véritable « île dans l’île » et connue pour ses massifs forestiers, grottes, et profusion d'oliviers, vignes, figuiers et villages pentus accrochés à flanc de falaise, des élus soucieux d'éviter la désertification ont promu un tourisme ancré dans le territoire, respectueux de l’environnement et des modes de vie locaux, afin de compléter les revenus des villageois, qui élèvent en famille chèvres et moutons pour produire des fromages du côté de Jerzu.
Des randonnées guidées permettent de découvrir les fromages de chèvre (casu agedu pour les frais, fiscidu pour les secs) et les raviolis fourrés au fromage, les culurgionis, les propriétés médicinales des plantes sauvages qui peuplent les collines, les fruits rouges des arbousiers ou les petites baies roses des pistachiers, ou encore l'origine des buttes rocheuses calcaires bleutées appelées "tacchi". Les bergers du secteur accepté une mission pour le compte de l’Office des forêts italien: scruter, chaque jour, inlassablement les collines environnantes, pour donner rapidement l’alerte au moindre départ de feu. En Italie ,Il existe une  Association italienne du tourisme responsable qui regroupe diffèrent acteur du Tourisme responsable dont WWF Travel italien ou Legambiente turisme .

### Tourisme religieux
Le catholicisme a une place importante en Italie, ce qui en fait un pays important pour le tourisme religieux.

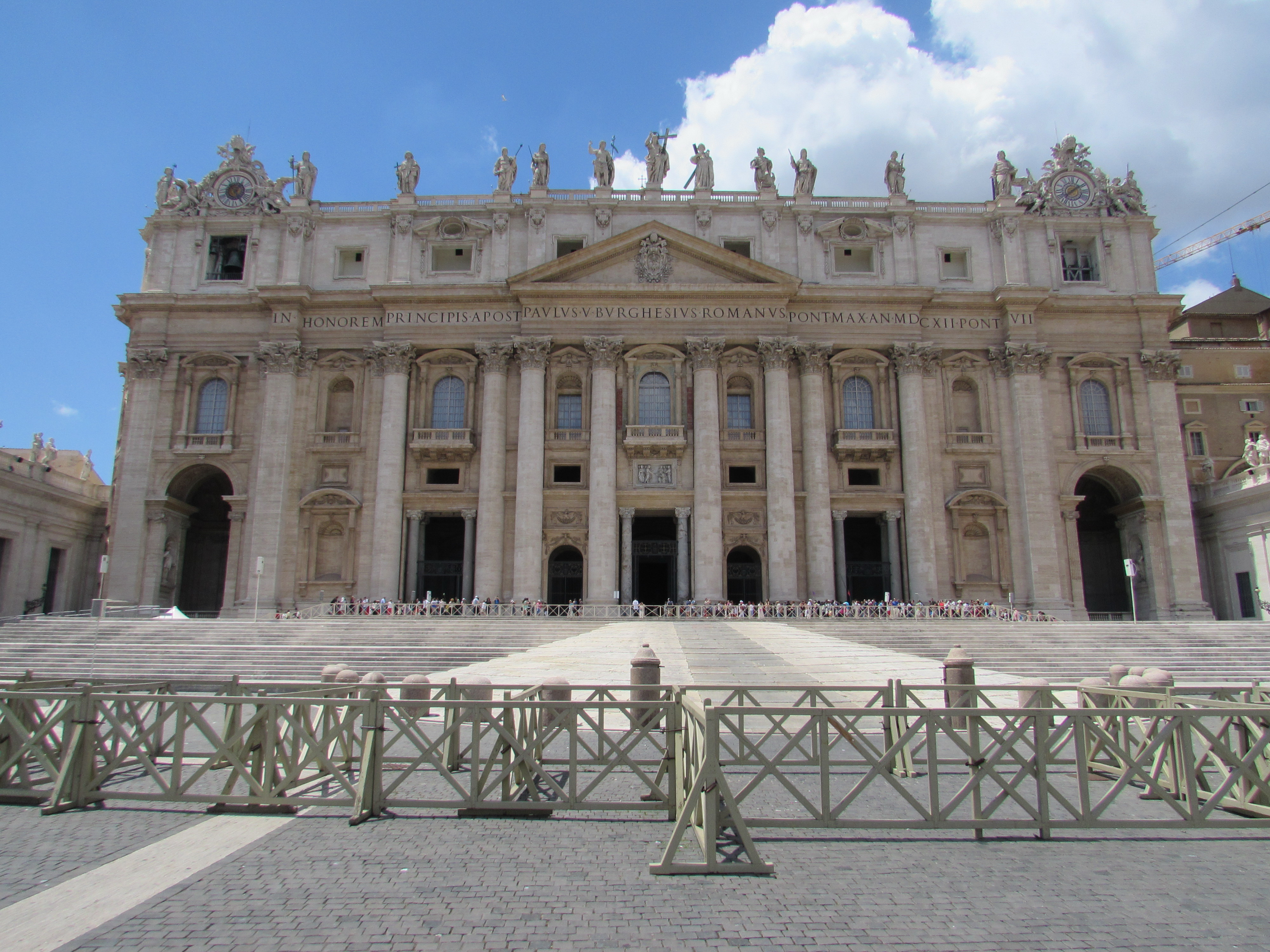
Rome: Basilica San Pietro in Vaticano.

Rome compte plusieurs centaines d’églises qui font l’objet du pèlerinage de Rome chaque année, qui fait partie des trois principaux pèlerinages chrétiens. Pour arriver dans la ville, les pèlerins empruntent la via Francigena qui inclut la visite des 4 basiliques principales de Rome : la basilique Saint-Pierre, la basilique Saint-Paul-hors-les-Murs, l’archibasilique Saint-Jean-de-Latran et la basilique Sainte-Marie-Majeure. Le pèlerinage compte aussi la réception de la bénédiction apostolique par le pape.

Basilica Santa Maria di Collemaggio (L'Aquila).

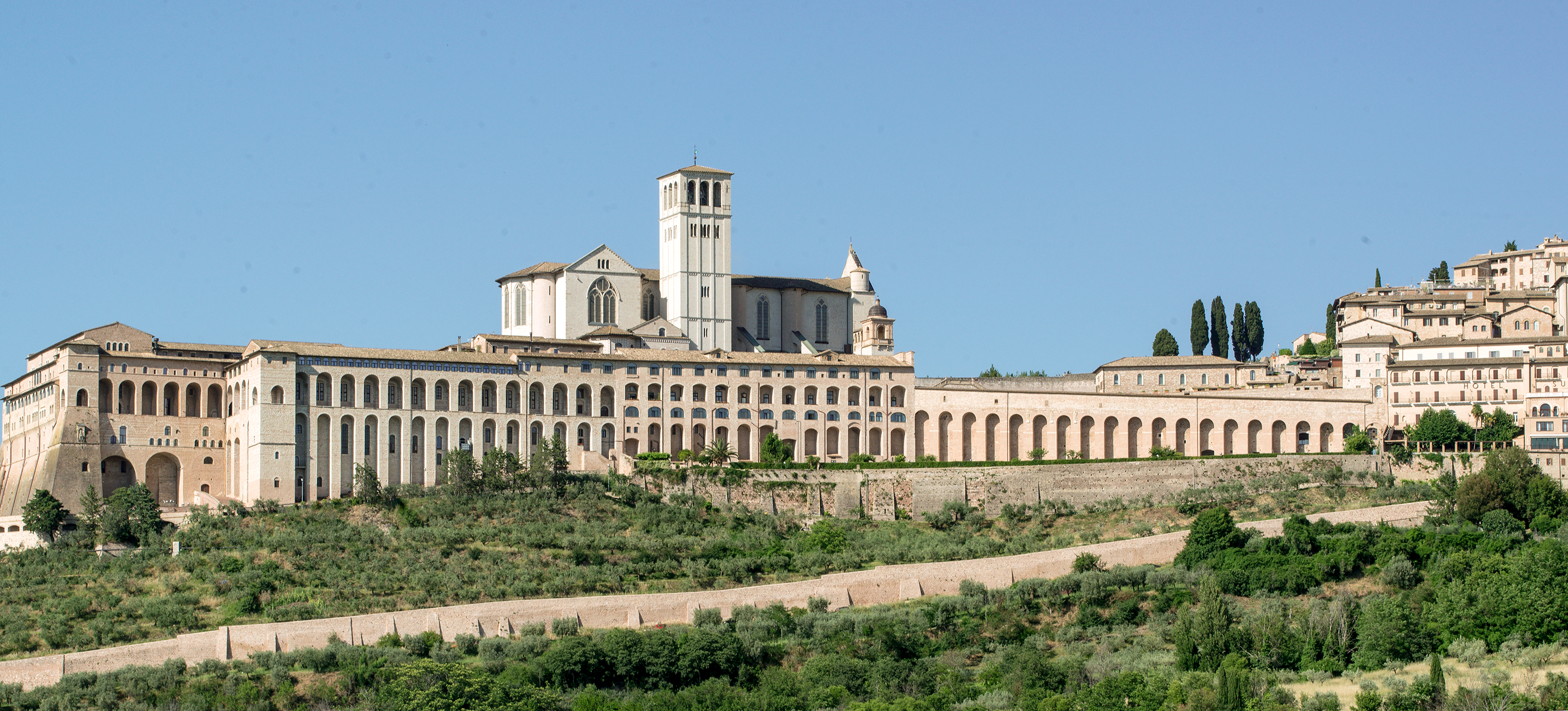
Assise : Basilica San Francesco.

Le palais du Vatican est considéré comme l'édifice religieux le plus visité du monde. Tous les ans le Vatican attire des millions de touristes venus visiter la résidence du Pape. Le Vatican regroupe un ensemble d’œuvres d'art et de monuments: de la basilique aux palais en passant par les jardins et la place.
Assise est la 2e ville de pèlerinage d’Italie après Rome. Près de 600 000 touristes viennent chaque année visiter le lieu de recueil. La basilique Saint-François y est le lieu catholique majeur, avec ses deux églises supérieure et inférieure,.
Basilica de Santa Maria di Collemaggio à L'Aquila, construit au XIVe siècle, où les reliques du pape Célestin V sont conservés. La basilique est aussi un symbole de la fête religieuse de L'Aquila, qui est le symbole des Abruzzes : le Pardon (La Perdonanza).

### Tourisme d'affaires
Le tourisme d’affaires progresse de plus en plus en Italie. Il a dégagé 44 milliards d’euros de chiffre d'affaires. Il se développe surtout dans les villes ayant de grandes infrastructures hôtelières comme le triangle industriel formé de Milan, Turin et Gênes. Ce tourisme fonctionne mieux dans le nord, là où l’essentiel de l’économie du pays se concentre.

### Évènements importants
Le tourisme de l'Italie est accéléré par des évènements qu'elle organise chaque année. Le traditionnel carnaval de Venise qui a lieu depuis le XVIIIe siècle attire tous les ans des millions de touristes venus du monde entier. En Toscane, des portes ouvertes ont lieu fin mai chez les producteurs de vin qui font déguster leur vin aux touristes venus pour l'occasion. Un des évènements les plus populaires d'Italie est le Palio de Sienne, qui sont des courses de chevaux. Il est organisé deux fois par an et de nombreux spectateurs venus des quatre coins du monde y assistent chaque année. Enfin, les Journées européennes du patrimoine donnent l'opportunité aux touristes de découvrir l'Italie en visitant les plus beaux monuments du pays gratuitement le temps d'un week-end.

## Difficultés
Première destination touristique mondiale au XXe siècle, l'Italie connaît des difficultés, car depuis le début du XXIe siècle le nombre de touristes stagne voire diminue. Les causes principales sont :
- la perte de compétitivité à cause des prix élevés des hôtels ;
- la concurrence de plusieurs destinations du bassin méditerranéen beaucoup moins onéreuses ;
- les différentes crises économiques.